# Chrysocharis ajugus
Chrysocharis ajugus är en stekelart som beskrevs av Urvashi Dubey 1974. Chrysocharis ajugus ingår i släktet Chrysocharis och familjen finglanssteklar. Inga underarter finns listade i Catalogue of Life.